# إديرماننسدورف
إديرماننسدورف هي بلدية في منطقة تال في كانتون سولوتورن في سويسرا.

## التاريخ
تم ذكر إديرماننسدورف لأول مرة في عام 1308.

## روابط خارجية
- الموقع الرسمي باللغة الألمانية
- Aedermannsdorf بالألمانية وبالفرنسية وبالإيطالية من قاموس سويسرا التاريخي على الإنترنت.